# 近藤平三郎
近藤 平三郎（こんどう へいざぶろう、1877年12月11日 - 1963年11月17日）は、日本の薬剤師、薬学者（薬化学）。勲等は文化勲章。学位は薬学博士。日本学士院会員。
陸軍薬剤官、塩野義商店顧問、乙卯研究所所長、東京帝国大学教授、日本薬学会会頭、日本薬剤師会会長などを歴任した。

## 来歴

### 生い立ち
現在の静岡県賀茂郡松崎町にて生まれた。本郷のドイツ語学校から東京帝国大学医科薬学科に進み、長井長義に師事。帝大卒業後は大学に籍を置きながらも陸軍薬剤官として入隊し、日露戦争に薬剤師として従軍。陸軍医学校教官を経て、ベルリン工科大学に留学して有機化学を専攻した。

### 薬学者として
1911年に帰国すると塩野義商店の塩野長次郎の懇請を受け、塩野義商店顧問に就任。この関係が発展して1915年には塩野の援助によって乙卯研究所を東京市に設立して所長となると共に、東京帝国大学教授にも就任した。以降はアルカロイド関係の薬剤開発に専心し、1928年学士院賞を受賞。日本薬学会会頭、日本薬剤師会会長を歴任した。1953年日本学士院会員。1958年文化勲章受章。

## 論文
- 国立情報学研究所収録論文 国立情報学研究所